# Calendario della stagione maschile di ciclocross 2012-2013
Il calendario della stagione maschile di ciclocross 2012-2013 raggruppa tutti gli eventi di ciclocross del programma UCI, tra l'8 settembre 2012 e il 24 febbraio 2013.
Le prove individuale sono classificate in cinque categorie: la più alta include le prove della Coppa del mondo (CDM), che danno luogo a una classifica a parte. Seguono le categorie C1 e C2, che attribuiscono punti per la classifica mondiale, le corse riservate agli under-23 (categoria CU) e infine le corse per gli juniors (categoria CJ). Del calendario fanno parte anche le prove dei campionati nazionali (CN).

## Calendario

### Settembre
| Data | Prova                                                                 | Cat. | Vincitore              | Squadra                        |
| ---- | --------------------------------------------------------------------- | ---- | ---------------------- | ------------------------------ |
| 8    | Rohrbach's Ellison Park Cyclocross 1, Rochester                       | C2   | Nicolas Bazin          | BigMat-Auber 93                |
| 9    | Rohrbach's Ellison Park Cyclocross 2, Rochester                       | C2   | Nicolas Bazin          | BigMat-Auber 93                |
| 15   | Nittany Lion Cross 1, Breinigsville                                   | C2   | Jeremy Powers          | Rapha-Focus                    |
| 15   | New England Cyclo-Cross Series #1 - Catamount Grand Prix 1, Williston | C2   | Nicolas Bazin          | BigMat-Auber 93                |
| 16   | Süpercross Baden, Baden                                               | C1   | Francis Mourey         | FDJ-BigMat                     |
| 16   | Nittany Lion Cross 2, Breinigsville                                   | C2   | Jared Nieters          | SEAVS/Haymarket                |
| 16   | New England Cyclo-Cross Series #2 - Catamount Grand Prix 2, Williston | C2   | Jamey Driscoll         | Cannondale-Cyclocrossworld.com |
| 19   | Cross After Dark Series #1 - CrossVegas, Las Vegas                    | C1   | Jeremy Powers          | Rapha-Focus                    |
| 22   | USGP of Cyclocross #1 - Planet Bike Cup 1, Sun Prairie                | C1   | Jeremy Powers          | Rapha-Focus                    |
| 22   | Toi Toi Cup #1 Loštice, Loštice                                       | C2   | Radomír Šimůnek junior | BKCP-Powerplus                 |
| 22   | Charm City Cross 1, Baltimora                                         | C2   | Nicolas Bazin          | BigMat-Auber 93                |
| 23   | Charm City Cross 2, Baltimora                                         | C2   | Nicolas Bazin          | BigMat-Auber 93                |
| 23   | USGP of Cyclocross #2 - Planet Bike Cup 2, Sun Prairie                | C2   | Lukas Flückiger        | Trek World Racing              |
| 26   | Cross After Dark Series #2 - Gateway Cross Cup, Saint-Louis           | C2   | Ben Berden             | Raleigh-Clement                |
| 28   | Toi Toi Cup #2 Uničov, Uničov                                         | C2   | Martin Bína            |                                |
| 29   | NEPCX #1 - Gran Prix of Gloucester 1, Gloucester                      | C1   | Jeremy Powers          | Rapha-Focus                    |
| 29   | International Cyclocross Marikovská Dolina juniors, Udiča-Prosné      | CJ   | Kyle De Proost         |                                |
| 29   | International Cyclocross Marikovská Dolina, Udiča-Prosné              | C2   | Martin Bína            |                                |
| 29   | Fidea GP Neerpelt, Neerpelt                                           | C2   | Sven Nys               | Landbouwkrediet-Euphony        |
| 30   | Vlaamse Industrieprijs Bosduin juniors, Kalmthout                     | CJ   | Mathieu van der Poel   | Enertherm-BKCP                 |
| 30   | Vlaamse Industrieprijs Bosduin under-23, Kalmthout                    | CU   | Michael Vanthourenhout |                                |
| 30   | Vlaamse Industrieprijs Bosduin, Kalmthout                             | C1   | Sven Nys               | Landbouwkrediet-Euphony        |
| 30   | Radcross Illnau, Illnau                                               | C2   | Julien Taramarcaz      |                                |
| 30   | International Cyclocross Finančné centrum juniors, Udiča-Prosné       | CJ   | Kyle De Proost         |                                |
| 30   | International Cyclocross Finančné centrum, Udiča-Prosné               | C2   | Martin Bína            |                                |
| 30   | NEPCX #2 - Gran Prix of Gloucester 2, Gloucester                      | C2   | Ryan Trebon            | Cannondale-Cyclocrossworld.com |

### Ottobre
| Data | Prova                                                                      | Cat. | Vincitore              | Squadra                        |
| ---- | -------------------------------------------------------------------------- | ---- | ---------------------- | ------------------------------ |
| 6    | NEPCX #3 - Providence Cyclo-cross Festival 1, Providence                   | C1   | Jeremy Powers          | Rapha-Focus                    |
| 6    | Toi Toi Cup #3 Mladá Boleslav, Mladá Boleslav                              | C2   | Martin Bína            |                                |
| 7    | Superprestige juniors #1 - Cyclocross Ruddervoorde, Ruddervoorde           | CJ   | Mathieu van der Poel   | Enertherm-BKCP                 |
| 7    | Superprestige under-23 #1 - Cyclocross Ruddervoorde, Ruddervoorde          | CU   | Mike Teunissen         | Rabobank-Giant Off-Road        |
| 7    | Superprestige #1 - Cyclocross Ruddervoorde, Ruddervoorde                   | C1   | Sven Nys               | Landbouwkrediet-Euphony        |
| 7    | NEPCX #4 - Providence Cyclo-cross Festival 2, Providence                   | C2   | Zach McDonald          | Rapha-Focus                    |
| 7    | Cyclo-cross International Podbrezová, Podbrezová                           | C2   | Michael Boroš          |                                |
| 7    | Cyclo-cross International d'Aigle, Aigle                                   | C2   | Francis Mourey         | FDJ-BigMat                     |
| 13   | USGP of Cyclocross #3 - New Belgium Cup 1, Fort Collins                    | C1   | Jeremy Powers          | Rapha-Focus                    |
| 13   | Toi Toi Cup #4 - Hlinsko, Hlinsko                                          | C2   | Martin Bína            |                                |
| 14   | National Trophy Series #1 - Abergavenny, Abergavenny                       | C2   | Ian Field              | Hargroves Cycles               |
| 14   | Bpost Bank Trofee juniors #1 - GP Mario De Clercq, Renaix                  | CJ   | Mathieu van der Poel   | Enertherm-BKCP                 |
| 14   | Bpost Bank Trofee Under-23 #1 - GP Mario De Clercq, Renaix                 | CU   | Michael Vanthourenhout | BKCP-Powerplus                 |
| 14   | Bpost Bank Trofee #1 - GP Mario De Clercq, Renaix                          | C2   | Niels Albert           | BKCP-Powerplus                 |
| 14   | Challenge la France Cycliste de Cyclo-Cross juniors #1, Saverne            | CJ   | Clément Russo          |                                |
| 14   | Challenge la France Cycliste de Cyclo-Cross Under-23 #1, Saverne           | CU   | Clément Venturini      |                                |
| 14   | Challenge la France Cycliste de Cyclo-Cross #1, Saverne                    | C2   | Francis Mourey         | FDJ-BigMat                     |
| 14   | USGP of Cyclocross #4 - New Belgium Cup 2, Fort Collins                    | C2   | Jeremy Powers          | Rapha-Focus                    |
| 18   | Kermiscross, Ardooie                                                       | C2   | Klaas Vantornout       | Sunweb-Revor                   |
| 20   | New England Cyclo-Cross Series #3 - Downeast Cyclo-cross 1, New Gloucester | C2   | Justin Lindine         | Redline                        |
| 20   | Spooky Cross Weekend - Day 1, Fairplex Park, Pomona                        | C2   | Mike Sherer            | Optum-Kelly Benefit Strategies |
| 21   | GP de la Commune de Contern, Contern                                       | C2   | Jim Aernouts           | Sunweb-Revor                   |
| 21   | New England Cyclo-Cross Series #4 - Downeast Cyclo-cross 2, New Gloucester | C2   | Adam Craig             | Rabobank-Giant Off-Road        |
| 21   | Spooky Cross Weekend - Day 2, Fairplex Park, Pomona                        | C2   | Mark McConnell         | Synergy Racing                 |
| 21   | Coppa del mondo juniors #1 - Cyklokros Tábor, Tábor                        | CJ   | Mathieu van der Poel   | Paesi Bassi                    |
| 21   | Coppa del mondo Under-23 #1 - Cyklokros Tábor, Tábor                       | CU   | Mike Teunissen         | Paesi Bassi                    |
| 21   | Coppa del mondo #1 - Cyklokros Tábor, Tábor                                | CDM  | Kevin Pauwels          | Sunweb-Revor                   |
| 23   | Kiremko Nacht van Woerden, Woerden                                         | C2   | Bart Aernouts          | AA Drink Cyclocross            |
| 27   | Colorado Cross Classic, Boulder                                            | C2   | Ben Berden             | Raleigh-Clement                |
| 28   | Victory Circle Graphix Boulder Cup, Boulder                                | C2   | Ryan Trebon            | Cannondale-Cyclocrossworld.com |
| 28   | HPCX, Jamesburg                                                            | C2   | Adam Craig             | Rabobank-Giant Off-Road        |
| 28   | XX Cyclo-cross de Karrantza juniors, Karrantza Harana                      | CJ   | Alex Aranburu          |                                |
| 28   | XX Cyclo-cross de Karrantza, Karrantza Harana                              | C2   | Aitor Hernández        | Orbea                          |
| 28   | Coppa del mondo juniors #2 - Grand Prix Škoda, Plzeň                       | CJ   | Mathieu van der Poel   | Paesi Bassi                    |
| 28   | Coppa del mondo Under-23 #2 - Grand Prix Škoda, Plzeň                      | CU   | Wietse Bosmans         | Belgio                         |
| 28   | Coppa del mondo #2 - Grand Prix Škoda, Plzeň                               | CDM  | Niels Albert           | BKCP-Powerplus                 |

### Novembre
| Data | Prova                                                                       | Cat. | Vincitore              | Squadra                        |
| ---- | --------------------------------------------------------------------------- | ---- | ---------------------- | ------------------------------ |
| 1    | Bpost Bank Trofee juniors #2 - Koppenbergcross, Oudenaarde                  | CJ   | Mathieu van der Poel   | Enertherm-BKCP                 |
| 1    | Bpost Bank Trofee under-23 #2 - Koppenbergcross, Oudenaarde                 | CU   | Michael Vanthourenhout | BKCP-Powerplus                 |
| 1    | Bpost Bank Trofee #2 - Koppenbergcross, Oudenaarde                          | C1   | Sven Nys               | Landbouwkrediet-Euphony        |
| 1    | Cyclo-cross international de Marle, Marle                                   | C2   | Francis Mourey         | FDJ-BigMat                     |
| 2    | Cincy3 Darkhorse Cyclo-Stampede, Covington                                  | C2   | Ryan Trebon            | Cannondale-Cyclocrossworld.com |
| 3    | NEPCX #5 - The Cycle-Smart International 1, Northampton                     | C2   | Jeremy Powers          | Rapha-Focus                    |
| 3    | Cincy 3 - Lionhearts International juniors, Cincinnati                      | CJ   | Curtis White           | Hot Tubes                      |
| 3    | Cross After Dark Series #3 - Cincy 3 - Lionhearts International, Middletown | C2   | Ryan Trebon            | Cannondale-Cyclocrossworld.com |
| 3    | Grand Prix de la Région Wallonne, Dottignies                                | C2   | Niels Albert           | BKCP-Powerplus                 |
| 3    | Campionati europei juniors, Ipswich                                         | CC   | Mathieu van der Poel   | Paesi Bassi                    |
| 3    | Campionati europei under-23, Ipswich                                        | CC   | Mike Teunissen         | Paesi Bassi                    |
| 4    | Superprestige juniors #2 - Herdenkingscross Etienne Bleukx, Zonhoven        | CJ   | Mathieu van der Poel   | Enertherm-BKCP                 |
| 4    | Superprestige Under-23 #2 - Herdenkingscross Etienne Bleukx, Zonhoven       | CU   | Wout van Aert          | Telenet-Fidea                  |
| 4    | Superprestige #2 - Herdenkingscross Etienne Bleukx, Zonhoven                | C1   | Sven Nys               | Landbouwkrediet-Euphony        |
| 4    | Harbin Park International juniors, Cincinnati                               | CJ   | Curtis White           | Hot Tubes                      |
| 4    | Harbin Park International, Cincinnati                                       | C1   | Jamey Driscoll         | Cannondale-Cyclocrossworld.com |
| 4    | Int. Radquerfeldein Lambach/Stadl-Paura, Stadl-Paura                        | C2   | Tomáš Paprstka         |                                |
| 4    | NEPCX #6 - The Cycle-Smart International 2, Northampton                     | C2   | Jeremy Powers          | Rapha-Focus                    |
| 4    | Int. Radquer Hittnau, Hittnau                                               | C2   | Enrico Franzoi         |                                |
| 4    | Ipswich, Ipswich                                                            | CJ   | Jack Ravenscroft       | Solihull CC                    |
| 4    | National Trophy Series #2 - Ipswich, Ipswich                                | C2   | Kevin Eeckhout         | Coolens Belgium                |
| 10   | Derby City Cup 1, Louisville                                                | CJ   | Logan Owen             | Redline                        |
| 10   | USGP of Cyclocross #5 - Derby City Cup 1, Louisville                        | C1   | Jeremy Powers          | Rapha-Focus                    |
| 10   | Toi Toi Cup #5, Kolín                                                       | C2   | Martin Bína            | CEZ Cyklo Team Tábor           |
| 10   | Soudal Jaarmarktcross Niel, Niel                                            | C2   | Niels Albert           | BKCP-Powerplus                 |
| 11   | Superprestige juniors #3 - Bollekescross, Hamme-Zogge                       | CJ   | Mathieu van der Poel   | Enertherm-BKCP                 |
| 11   | Superprestige Under-23 #3 - Bollekescross, Hamme-Zogge                      | CU   | David van der Poel     | BKCP-Powerplus                 |
| 11   | Superprestige #3 - Bollekescross, Hamme-Zogge                               | C1   | Sven Nys               | Landbouwkrediet-Euphony        |
| 11   | Entega City Cross Cup juniors, Lorsch                                       | CJ   | Gianni Van Donink      |                                |
| 11   | Entega City Cross Cup, Lorsch                                               | C2   | Vojtech Nipl           |                                |
| 11   | Internationales Radquer Frenkendorf, Frenkendorf                            | C2   | Francis Mourey         | FDJ-BigMat                     |
| 11   | Derby City Cup 2, Louisville                                                | CJ   | Logan Owen             | Redline                        |
| 11   | USGP of Cyclocross #6 - Derby City Cup 2, Louisville                        | C2   | Jeremy Powers          | Rapha-Focus                    |
| 16   | The Jingle Cross Rock - Rock 1, Iowa City                                   | C2   | James Driscoll         | Cannondale-Cyclocrossworld.com |
| 17   | Toi Toi Cup #6, Holé Vrchy                                                  | C2   | Martin Bína            | CEZ Cyklo Team Tábor           |
| 17   | Bpost Bank Trofee #3 - GP van Hasselt, Hasselt                              | C2   | Sven Nys               | Landbouwkrediet-Euphony        |
| 17   | Super Cross Cup 1, East Meadow                                              | C2   | annullato              |                                |
| 17   | The Jingle Cross Rock - Rock 2, Iowa City                                   | C2   | Timothy Johnson        | Cannondale-Cyclocrossworld.com |
| 18   | Superprestige juniors #4 - Cyclocross Gavere, Gavere                        | CJ   | Mathieu van der Poel   | Enertherm-BKCP                 |
| 18   | Superprestige Under-23 #4 - Cyclocross Gavere, Gavere                       | CU   | Wout Van Aert          | Telenet-Fidea                  |
| 18   | Superprestige #4 - Cyclocross Gavere, Gavere                                | C1   | Sven Nys               | Landbouwkrediet-Euphony        |
| 18   | The Jingle Cross Rock - Rock 3, Iowa City                                   | C1   | Timothy Johnson        | Cannondale-Cyclocrossworld.com |
| 18   | Shinshu Cyclocross Nobeyama Kogen Round juniors, Nagano                     | CJ   | Kota Yokoyama          |                                |
| 18   | Shinshu Cyclocross Nobeyama Kogen Round, Nagano                             | C2   | Yu Takenouchi          |                                |
| 18   | Southampton, Southampton                                                    | CJ   | Jelle Van Den Dries    |                                |
| 18   | National Trophy Series #3 - Southampton, Southampton                        | C2   | Kevin Eeckhout         |                                |
| 18   | Challenge la France juniors #2, Besançon                                    | CJ   | Clement Russo          | Rhone Alpe                     |
| 18   | Challenge la France Under-23 #2, Besançon                                   | CU   | Julian Alaphilippe     | EC Armée de Terre              |
| 18   | Challenge la France #2, Besançon                                            | C2   | Francis Mourey         | FDJ-BigMat                     |
| 18   | Flückiger Cross Madiswil, Madiswil                                          | C2   | Marcel Wildhaber       |                                |
| 18   | Super Cross Cup 2, East Meadow                                              | C2   | annullato              |                                |
| 18   | BC Grand Prix of Cyclo-cross, Steveston                                     | C2   | Geoff Kabush           | Scott-3Rox Racing              |
| 24   | Baystate Cyclo-cross 1, Sterling                                            | C2   | Jeremy Durrin          | JAM Fund-NCC                   |
| 24   | Coppa del mondo Under-23 juniors #3 - Duinencross, Koksijde                 | CJ   | Mathieu van der Poel   | Paesi Bassi                    |
| 24   | Coppa del mondo Under-23 Under-23 #3 - Duinencross, Koksijde                | CU   | Wietse Bosmans         | Belgio                         |
| 24   | Coppa del mondo #3 - Duinencross, Koksijde                                  | CDM  | Sven Nys               | Landbouwkrediet-Euphony        |
| 25   | Superprestige juniors #5 - Cyclocross Gieten, Gieten                        | CJ   | Mathieu van der Poel   | Enertherm-BKCP                 |
| 25   | Superprestige Under-23 #5 - Cyclocross Gieten, Gieten                       | CU   | Wout van Aert          | Telenet-Fidea                  |
| 25   | Superprestige #5 - Cyclocross Gieten, Gieten                                | C1   | Klaas Vantornout       | Sunweb-Revor                   |
| 25   | Baystate Cyclo-cross 2, Sterling                                            | C2   | Jeremy Powers          | Rapha-Focus                    |
| 25   | Kansai Cyclo Cross Yasu Round Under-23, Yasu City                           | CU   |                        |                                |
| 25   | Kansai Cyclo Cross Yasu Round, Yasu City                                    | C2   | Yu Takenouchi          |                                |

### Dicembre
| Data | Prova                                                                       | Cat. | Vincitore               | Squadra                        |
| ---- | --------------------------------------------------------------------------- | ---- | ----------------------- | ------------------------------ |
| 1    | NEPCX #7 - NBX Gran Prix of Cross 1, Warwick                                | C2   | Shawn Milne             | Cyclocrossworld.com            |
| 1    | CXLA juniors Weekend 1, Los Angeles                                         | CJ   | Tyler Schwartz          |                                |
| 1    | Cross After Dark Series #4 - CXLA Weekend 1, Los Angeles                    | C2   | Jamey Driscoll          | Cannondale-Cyclocrossworld.com |
| 2    | National Trophy Series #4 - South Shields, South Shields                    | C2   | Floris de Tier          |                                |
| 2    | Tage des Querfeldeinsports, Ternitz                                         | C2   | Elia Silvestri          |                                |
| 2    | Bryksy Cross juniors, Gosciecin                                             | CJ   | Michał Paluta           |                                |
| 2    | Bryksy Cross, Gosciecin                                                     | C2   | Marek Konwa             |                                |
| 2    | CXLA juniors Weekend 2, Los Angeles                                         | CJ   | Spencer Downing         |                                |
| 2    | CXLA Weekend 2, Los Angeles                                                 | C2   | Timothy Johnson         | Cannondale-Cyclocrossworld.com |
| 2    | NEPCX #8 - NBX Gran Prix of Cross 2, Warwick                                | C2   | Shawn Milne             | Cyclocrossworld.com            |
| 2    | Coppa del mondo #4 - Grand Prix Lille Métropole, Roubaix                    | CDM  | Sven Nys                | Landbouwkrediet-Euphony        |
| 6    | Asteasuko XIV Ziklo-Krossa, Asteasu                                         | C2   | Egoitz Murgoitio        |                                |
| 6    | Asteasuko XIV Ziklo-Krossa, Asteasu                                         | CJ   | Arne Poelvoorde         |                                |
| 8    | USGP of Cyclocross #7 - Deschutes Cup, Bend                                 | CJ   | Logan Owen              | Redline                        |
| 8    | USGP of Cyclocross #7 - Deschutes Cup, Bend                                 | C1   | Ryan Trebon             | Cannondale p/b Cyclocrossworld |
| 8    | Scheldecross, Anversa                                                       | C1   | Kevin Pauwels           | Sunweb-Revor                   |
| 8    | Super Cross Cup, East Meadow                                                | C2   |                         |                                |
| 8    | Toi Toi Cup #7, Louny                                                       | C2   | Tomas Paprstka          |                                |
| 8    | Ciclocross del Ponte, Faè di Oderzo                                         | C2   | Enrico Franzoi          |                                |
| 8    | Ciclocross del Ponte juniors, Faè di Oderzo                                 | CJ   | Gioele Bertolini        |                                |
| 9    | Druivencross, Overijse                                                      | C1   | Sven Nys                | Landbouwkrediet-Euphony        |
| 9    | Challenge la France Cycliste de Cyclo-Cross juniors #3, Pontchâteau         | CJ   | Léo Vincent             |                                |
| 9    | Challenge la France Cycliste de Cyclo-Cross under-23 #3, Pontchâteau        | CU   | Clément Venturini       |                                |
| 9    | Challenge la France Cycliste de Cyclo-Cross #3, Pontchâteau                 | C2   | Francis Mourey          | FDJ-BigMat                     |
| 9    | Ziklokross Igorre juniors, Igorre                                           | CJ   | Alex Aranburu           |                                |
| 9    | Ziklokross Igorre, Igorre                                                   | C2   | Aitor Hernández         |                                |
| 9    | Frankfurter Rad-Cross juniors, Francoforte sul Meno                         | CJ   | Mathieu van der Poel    | IKO Enertherm-BKCP             |
| 9    | Frankfurter Rad-Cross, Francoforte sul Meno                                 | C2   | Simon Zahner            |                                |
| 9    | Whitmore's Landscaping Super Cross Cup 2, East Meadow                       | C2   | Kerry Werner            |                                |
| 9    | Deschutes Cup 2 juniors, Bend                                               | CJ   | Logan Owen              |                                |
| 9    | USGP of Cyclocross #8 - Deschutes Cup 2, Bend                               | C2   | Timothy Johnson         | Cannondale-Cyclocrossworld.com |
| 15   | North Carolina Grand Prix 1, Hendersonville                                 | C2   | Brian Matter            |                                |
| 16   | Soudal Cyclo-cross Louvain, Louvain                                         | C1   | Niels Albert            | BKCP-Powerplus                 |
| 16   | North Carolina Grand Prix 2, Hendersonville                                 | C2   | Kerry Werner            |                                |
| 16   | Cyclo-cross International Ciudad de Valencia, Valencia                      | C2   | Aitor Hernández         | Orbea                          |
| 16   | National Trophy Series #5 - Shrewsbury, Shrewsbury                          | C2   | Joeri Hofman            |                                |
| 19   | Grote Prijs De Ster, Sint-Niklaas                                           | C2   | Sven Nys                | Landbouwkrediet-Euphony        |
| 22   | Bpost Bank Trofee #4 - GP Rouwmoer, Essen                                   | CU   | Corné van Kessel        |                                |
| 22   | Bpost Bank Trofee #4 - GP Rouwmoer, Essen                                   | C1   | Jan Denuwelaere         | Style & Concept                |
| 23   | Cyclo-cross de la Citadelle juniors, Namur                                  | CJ   | Logan Owen              | Redline                        |
| 23   | Cyclo-cross de la Citadelle under-23, Namur                                 | CU   | Michiel van der Heijden | Rabobank-Giant Off-Road        |
| 23   | Coppa del mondo #5 - Cyclo-cross de la Citadelle, Namur                     | CDM  | Kevin Pauwels           | Sunweb-Revor                   |
| 26   | Internationales Radquer Dagmersellen, Dagmersellen                          | C2   | Francis Mourey          | FDJ-BigMat                     |
| 26   | Grand-Prix GEBA, Differdange                                                | C2   | Christian Helmig        |                                |
| 26   | Coppa del mondo juniors #4 - Grote Prijs Eric De Vlaeminck, Heusden-Zolder  | CJ   | Mathieu van der Poel    | Paesi Bassi                    |
| 26   | Coppa del mondo under-23 #4 - Grote Prijs Eric De Vlaeminck, Heusden-Zolder | CU   | Wietse Bosmans          | Belgique                       |
| 26   | Coppa del mondo #6 - Grote Prijs Eric De Vlaeminck, Heusden-Zolder          | CDM  | Sven Nys                | Landbouwkrediet-Euphony        |
| 28   | Bpost Bank Trofee under-23 #5 - Azencross, Loenhout                         | CU   | Corné van Kessel        |                                |
| 28   | Bpost Bank Trofee #5 - Azencross, Loenhout                                  | C1   | Niels Albert            | BKCP-Powerplus                 |
| 29   | Versluys Cyclocross, Bredene                                                | C2   | Sven Nys                | Landbouwkrediet-Euphony        |
| 30   | Superprestige juniors #6 - Cyclocross Diegem, Diegem                        | CJ   | Mathieu van der Poel    | IKO Enertherm-BKCP             |
| 30   | Superprestige under-23 #6 - Cyclocross Diegem, Diegem                       | CU   | Mike Teunissen          | Rabobank-Giant Off-Road        |
| 30   | Superprestige #6 - Cyclocross Diegem, Diegem                                | C1   | Niels Albert            | BKCP-Powerplus                 |
| 30   | GP 5 Sterne Region, Beromünster                                             | C2   | Francis Mourey          | FDJ-BigMat                     |

### Gennaio
| Data | Prova                                                                     | Cat. | Vincitore             | Squadra                        |
| ---- | ------------------------------------------------------------------------- | ---- | --------------------- | ------------------------------ |
| 1    | Bpost Bank Trofee juniors #3 - Grand Prix Sven Nys, Baal                  | CJ   | Mathieu van der Poel  | IKO Enertherm-BKCP             |
| 1    | Bpost Bank Trofee under-23 #6 - Grand Prix Sven Nys, Baal                 | CU   | Wietse Bosmans        | BKCP-Powerplus                 |
| 1    | Bpost Bank Trofee #6 - Grand Prix Sven Nys, Baal                          | C1   | Kevin Pauwels         | Sunweb-Napoleon Games          |
| 1    | Grand Prix Hotel Threeland, Pétange                                       | C2   | Nicolas Bazin         | Auber 93                       |
| 2    | Cyclo Cross Bussnang, Beromünster                                         | C2   | Francis Mourey        | FDJ                            |
| 3    | Centrumcross, Surhuisterveen                                              | C2   | Rob Peeters           | Telenet-Fidea                  |
| 5    | Chicago Cyclocross Cup New Year's Resolution 1, Bloomingdale              | C2   | Jeremy Powers         | Rapha-Focus                    |
| 6    | National Trophy Series #6 - Derby, Derby                                  | C2   | Joeri Hofman          |                                |
| 6    | Coppa del mondo juniors #5 - Ciclocross di Roma, Roma                     | CJ   | Mathieu van der Poel  | Paesi Bassi                    |
| 6    | Coppa del mondo under-23 #5 - Ciclocross di Roma, Roma                    | CU   | Julian Alaphilippe    | Francia                        |
| 6    | Coppa del mondo #7 - Ciclocross di Roma, Roma                             | CDM  | Kevin Pauwels         | Sunweb-Napoleon Games          |
| 6    | Chicago Cyclocross Cup New Year's Resolution 2, Bloomingdale              | C2   | Jamey Driscoll        | Cannondale-Cyclocrossworld.com |
| 14   | Cyclocross Otegem, Otegem                                                 | C2   | Klaas Vantornout      | Sunweb-Napoleon Games          |
| 19   | Kasteelcross, Zonnebeke                                                   | C2   | Tom Meeusen           | Telenet-Fidea                  |
| 19   | Internationale Cyclo-Cross Rucphen juniors, Rucphen                       | CJ   | Stijn Caluwe          |                                |
| 19   | Internationale Cyclo-Cross Rucphen under-23, Rucphen                      | CU   | Daan Soete            | Telenet-Fidea                  |
| 19   | Internationale Cyclo-Cross Rucphen, Rucphen                               | C2   | Lars van der Haar     | Rabobank-Giant Off-Road        |
| 20   | Grand Prix Möbel Alvisse juniors, Leudelange                              | CJ   | Gianni van Donink     |                                |
| 20   | Grand Prix Möbel Alvisse, Leudelange                                      | C2   | Petr Dlask            |                                |
| 20   | Coppa del mondo juniors #6 - Grote Prijs Adrie van der Poel, Hoogerheide  | CJ   | Mathieu van der Poel  | Paesi Bassi                    |
| 20   | Coppa del mondo under-23 #6 - Grote Prijs Adrie van der Poel, Hoogerheide | CU   | Wietse Bosmans        | Belgio                         |
| 20   | Coppa del mondo #8 - Grote Prijs Adrie van der Poel, Hoogerheide          | CDM  | Martin Bína           | Cyklo Tábor                    |
| 26   | Cincinnati Kings International, Cincinnati                                | C2   | Niels Albert          | BKCP-Powerplus                 |
| 27   | Cyclo-cross International du Mingant Lanarvily, Lanarvily                 | C2   | Arnold Jeannesson     | FDJ                            |
| 27   | 35º Gran Premio Mamma e Papà Guerciotti juniors, Milano                   | CJ   | Gioele Bertolini      |                                |
| 27   | 35º Gran Premio Mamma e Papà Guerciotti, Milano                           | C2   | Marco Aurelio Fontana |                                |

### Febbraio
| Data | Prova                                                                    | Cat. | Vincitore              | Squadra               |
| ---- | ------------------------------------------------------------------------ | ---- | ---------------------- | --------------------- |
| 2    | Campionati del mondo juniors, Louisville                                 | CM   | Mathieu van der Poel   | Paesi Bassi           |
| 2    | Campionati del mondo under 23, Louisville                                | CM   | Mike Teunissen         | Paesi Bassi           |
| 2    | Campionati del mondo under 23, Louisville                                | CM   | Sven Nys               | Belgio                |
| 6    | Augustijn Parkcross Maldegem, Maldegem                                   | C2   | Bart Wellens           | Telenet-Fidea         |
| 9    | Bpost Bank Trofee under-23 #7 - Krawatencross, Lille                     | CU   | Tim Merlier            | Sunweb-Napoleon Games |
| 9    | Bpost Bank Trofee #7 - Krawatencross, Lille                              | C1   | Niels Albert           | BKCP-Powerplus        |
| 10   | Superprestige juniors #7 - Vlaamse Aardbeiencross, Hoogstraten           | CJ   | Mathieu van der Poel   | IKO Enertherm-BKCP    |
| 10   | Superprestige under-23 #7 - Vlaamse Aardbeiencross, Hoogstraten          | CU   | Wietse Bosmans         | BKCP-Powerplus        |
| 10   | Superprestige #7 - Vlaamse Aardbeiencross, Hoogstraten                   | C1   | Sven Nys               | Crelan-Euphony        |
| 16   | Superprestige juniors #8 - Noordzeecross, Middelkerke                    | CJ   | Mathieu van der Poel   | IKO Enertherm-BKCP    |
| 16   | Superprestige under-23 #8 - Noordzeecross, Middelkerke                   | CU   | Michael Vanthourenhout | BKCP-Powerplus        |
| 16   | Superprestige #8 - Noordzeecross, Middelkerke                            | C1   | Klaas Vantornout       | Sunweb-Napoleon Games |
| 17   | Boels Classic Internationale Cyclo-cross Heerlen, Heerlen                | C1   | Niels Albert           | BKCP-Powerplus        |
| 17   | G.P. Stad Eeklo, Eeklo                                                   | C2   | Sven Nys               | Crelan-Euphony        |
| 23   | Cauberg Cyclocross juniors, Valkenburg aan de Geul                       | CJ   | Mathieu van der Poel   | IKO Enertherm-BKCP    |
| 23   | Cauberg Cyclocross under-23, Valkenburg aan de Geul                      | CU   | David van der Poel     | BKCP-Powerplus        |
| 23   | Cauberg Cyclocross, Valkenburg aan de Geul                               | C1   | Martin Bína            | Cyklo Tábor           |
| 24   | Bpost Bank Trofee juniors #4 - Internationale Sluitingsprijs, Oostmalle  | CJ   | Mathieu van der Poel   | IKO Enertherm-BKCP    |
| 24   | Bpost Bank Trofee under-23 #8 - Internationale Sluitingsprijs, Oostmalle | CU   | Wout Van Aert          | Telenet-Fidea         |
| 24   | Bpost Bank Trofee #8 - Internationale Sluitingsprijs, Oostmalle          | C1   | Niels Albert           | BKCP-Powerplus        |

## Campionati nazionali
| Prova           | Data                       | Elite                 | Under-23              | Junior                    |
| --------------- | -------------------------- | --------------------- | --------------------- | ------------------------- |
| Austria         | 13 gennaio 2013            | Daniel Geismayr       |                       | Florian Gruber            |
| Belgio          | 12-13 gennaio 2013         | Klaas Vantornout      | Laurens Sweeck        | Yannick Peeters           |
| Canada          | 17 novembre 2012           | Geoff Kabush          | Evan McNeely          | Peter Disera              |
| Croazia         | 13 gennaio 2013            | Filip Turk            |                       | Filip Čengić              |
| Danimarca       | 13 gennaio 2013            | Kenneth Hansen        |                       | Sebastian Carstensen Fini |
| Finlandia       | 14 ottobre 2012            | Samuel Pökälä         |                       | Marco-Tapio Niemi         |
| Francia         | 12-13 gennaio 2013         | Francis Mourey        | Julian Alaphilippe    | Clément Russo             |
| Germania        | 12-13 gennaio 2013         | Philipp Walsleben     | Markus Schulte-Lünzum | Marko König               |
| Giappone        | 9 dicembre 2012            | Yu Takenouchi         |                       | Kota Yokoyama             |
| Gran Bretagna   | 13 gennaio 2013            | Ian Field             | Grant Ferguson        | Billy Harding             |
| Irlanda         | 13 gennaio 2013            | Roger Aiken           |                       |                           |
| Italia          | 13 gennaio 2013            | Marco Aurelio Fontana | Bryan Falaschi        | Gioele Bertolini          |
| Lussemburgo     | 13 gennaio 2013            | Christian Helmig      |                       | Ken Mueller               |
| Nuova Zelanda   | 24 agosto 2013             |                       |                       |                           |
| Paesi Bassi     | 13 gennaio 2013            | Lars van der Haar     | David van der Poel    | Mathieu van der Poel      |
| Polonia         | 13 gennaio 2013            | Marek Konwa           | Bartosz Pilis         | Michał Paluta             |
| Portogallo      | 13 gennaio 2013            | Vitor Santos          | Roberto Ferreira      | João Pereira              |
| Repubblica Ceca | 8 dicembre-12 gennaio 2013 | Zdeněk Štybar         |                       | Adam Toupalik             |
| Serbia          | 19 gennaio 2013            | Bojan Djurdjic        |                       | Aleksandar Mitic          |
| Slovacchia      | 16 dicembre 2012           | Martin Haring         |                       | Simon Vozar               |
| Spagna          | 13 gennaio 2013            | Aitor Hernández       | Jonathan Lastra       | Felipe Orts               |
| Stati Uniti     | 12-13 gennaio 2013         | Jonathan Page         | Yannick Eckmann       | Logan Owen                |
| Svezia          | 3 novembre 2012            | Magnus Darvell        |                       |                           |
| Svizzera        | 13 gennaio 2013            | Julien Taramarcaz     | Lars Förster          | Dominic Grab              |
| Ungheria        | 12 gennaio 2013            | Szilárd Buruczki      | Péter Fenyvesi        | János Pelikán             |

## Classifiche
Risultati finali
| Pos. | Corridore           | Punti |
| ---- | ------------------- | ----- |
| 1    | Sven Nys            | 2 270 |
| 2    | Niels Albert        | 2 090 |
| 3    | Kevin Pauwels       | 1 762 |
| 4    | Klaas Vantornout    | 1 680 |
| 5    | Lars van der Haar   | 1 446 |
| 6    | Francis Mourey      | 1 186 |
| 7    | Radomír Šimůnek jr. | 1 069 |
| 8    | Bart Aernouts       | 1 065 |
| 9    | Bart Wellens        | 985   |
| 10   | Martin Bína         | 945   |

| Pos. | Nazione     | Punti |
| ---- | ----------- | ----- |
| 1    | Belgio      | 6 122 |
| 2    | Paesi Bassi | 3 005 |
| 3    | Rep. Ceca   | 2 464 |
| 4    | Svizzera    | 2 282 |
| 5    | Stati Uniti | 2 181 |
| 6    | Francia     | 1 887 |
| 7    | Germania    | 1 813 |
| 8    | Italia      | 1 284 |
| 9    | Spagna      | 903   |
| 10   | Regno Unito | 701   |

| Pos. | Nazione Under-23 | Punti |
| ---- | ---------------- | ----- |
| 1    | Belgio           | 1 953 |
| 2    | Paesi Bassi      | 1 541 |
| 3    | Stati Uniti      | 730   |
| 4    | Francia          | 666   |
| 5    | Rep. Ceca        | 594   |
| 6    | Spagna           | 322   |
| 7    | Germania         | 284   |
| 8    | Canada           | 265   |
| 9    | Regno Unito      | 263   |
| 10   | Danimarca        | 263   |

| Pos. | Nazione Juniors | Punti |
| ---- | --------------- | ----- |
| 1    | Paesi Bassi     | 564   |
| 2    | Belgio          | 349   |
| 3    | Stati Uniti     | 272   |
| 4    | Francia         | 168   |
| 5    | Italia          | 154   |
| 6    | Rep. Ceca       | 133   |
| 7    | Svizzera        | 105   |
| 8    | Spagna          | 98    |
| 9    | Germania        | 83    |
| 10   | Regno Unito     | 83    |